# Kiskopanica
Kiskopanica (horvátul: Mala Kopanica) falu Horvátországban, Bród-Szávamente megyében. Közigazgatásilag Nagykopanicához tartozik.

## Fekvése
Bród központjától légvonalban 28, közúton 40 km-re keletre, községközpontjától 2 km-re délnyugatra, Szlavónia középső részén, a Szávamenti síkságon, az A3-as autópálya északi oldalán fekszik.

## Története
A település csak az 1739-es belgrádi béke után keletkezett, amikor a Bosziába menekült katolikus lakosság egy része visszatelepült és melléjük új telepesek is érkeztek. Az 1746-os egyházi vizitáció jelentése szerint már 15 ház állt a településen 58 lakossal. 1758-ban 22 háza volt. Az 1760-as jelentés a két településen megint egyként kezeli, ekkor Nagy- és Kis-Kopanicán összesen 106 ház volt, ahol 189 család és 1074 katolikus lakos élt.
Az első katonai felmérés térképén „Mala Kopanicza” néven található. Lipszky János 1808-ban Budán kiadott repertóriumában „Kopanicza (Mala)” néven szerepel. Nagy Lajos 1829-ben kiadott művében „Kopanicza (Mala)” néven 49 házzal, 268 katolikus vallású lakossal találjuk. A katonai közigazgatás megszüntetése után 1871-ben Pozsega vármegyéhez csatolták.
A településnek 1857-ben 266, 1910-ben 324 lakosa volt. Pozsega vármegye Bródi járásának része volt. Az 1910-es népszámlálás adatai szerint lakosságának 83%-a horvát, 13%-a magyar anyanyelvű volt. Az első világháború után 1918-ban az új szerb-horvát-szlovén állam, majd később (1929-ben) Jugoszlávia része lett. 1991-től a független Horvátországhoz tartozik. 1991-ben lakosságának 99%-a horvát nemzetiségű volt. 2011-ben a településnek 166 lakosa volt.

## Lakossága
| Lakosság változása | Lakosság változása | Lakosság változása | Lakosság változása | Lakosság változása | Lakosság változása | Lakosság változása | Lakosság változása | Lakosság változása | Lakosság változása | Lakosság változása | Lakosság változása | Lakosság változása | Lakosság változása | Lakosság változása | Lakosság változása |
| ------------------ | ------------------ | ------------------ | ------------------ | ------------------ | ------------------ | ------------------ | ------------------ | ------------------ | ------------------ | ------------------ | ------------------ | ------------------ | ------------------ | ------------------ | ------------------ |
| 1857               | 1869               | 1880               | 1890               | 1900               | 1910               | 1921               | 1931               | 1948               | 1953               | 1961               | 1971               | 1981               | 1991               | 2001               | 2011               |
| 266                | 270                | 203                | 282                | 290                | 324                | 308                | 312                | 327                | 341                | 302                | 262                | 223                | 205                | 185                | 166                |

## Nevezetességei
- Szent Mihály arkangyal tiszteletére szentelt római katolikus temploma.
- Tűzoltószerház, rajta a nemzeti felszabadító háborúban elesettek emléktáblájával.